# FV101 スコーピオン
FV101 スコーピオン（英語: FV101 Scorpion）は、イギリスのアルヴィスが開発した偵察戦闘車（軽戦車・空挺戦車）。
CVR（T）ファミリーの端緒を切って、1972年よりイギリス陸軍への引き渡しが開始された。1989年1月1日の時点で既に1,200両以上が製造されており、最終的には3,000輌以上が製造された。
80km/h以上の最高速度を発揮でき、「世界最速の量産戦車」としてギネス世界記録を保持している。

## 概要
1950年代後半、イギリス陸軍は、戦車を補完して偵察・火力支援および対戦車任務を遂行する装甲戦闘車両としてAVR（Armoured Vehicle, Reconnaissance）計画に着手した。これに応じて、1960年代前半、戦闘車両研究開発部（FVRDE）は、装輪式のCVR（W）と装軌式のCVR（T）を策定した。その後、試作が繰り返され、1970年5月、アルヴィス社が2,000両の生産契約を受注した。最初の量産モデルは1972年に完成した。
輸送などを考慮した小型・軽量の戦車であり、装甲はアルミニウムで前面は14.5mm弾、それ以外は7.62mm弾に耐えられるように設計されている。回転砲塔に搭載された76mm砲は、FV601 サラディン装甲車の搭載砲L5A1の軽量化モデルである。
1980年代には輸出向けに主砲をコッカリル 90mm低圧砲に変更したスコーピオン90が開発された。火力は向上したが、重量増加のため機動性は若干低下している。他にも、後期に輸出された車両にはディーゼルエンジンの搭載や射撃統制装置の大幅な改修を受けた車両が存在する。
1982年のフォークランド紛争に投入された後、1988年には他のCVR（T）シリーズと同様、耐用年数延長プログラム（LEP）により、ジャガー J60 4.2Lガソリンエンジンからカミンズ製BTA 5.9Lディーゼルエンジンへの換装が行われた。その後、1991年の湾岸戦争でも実戦で使用された。
イギリス陸軍では1994年に全車退役した。しかし海外ではまだ現役で使用されている所がある。

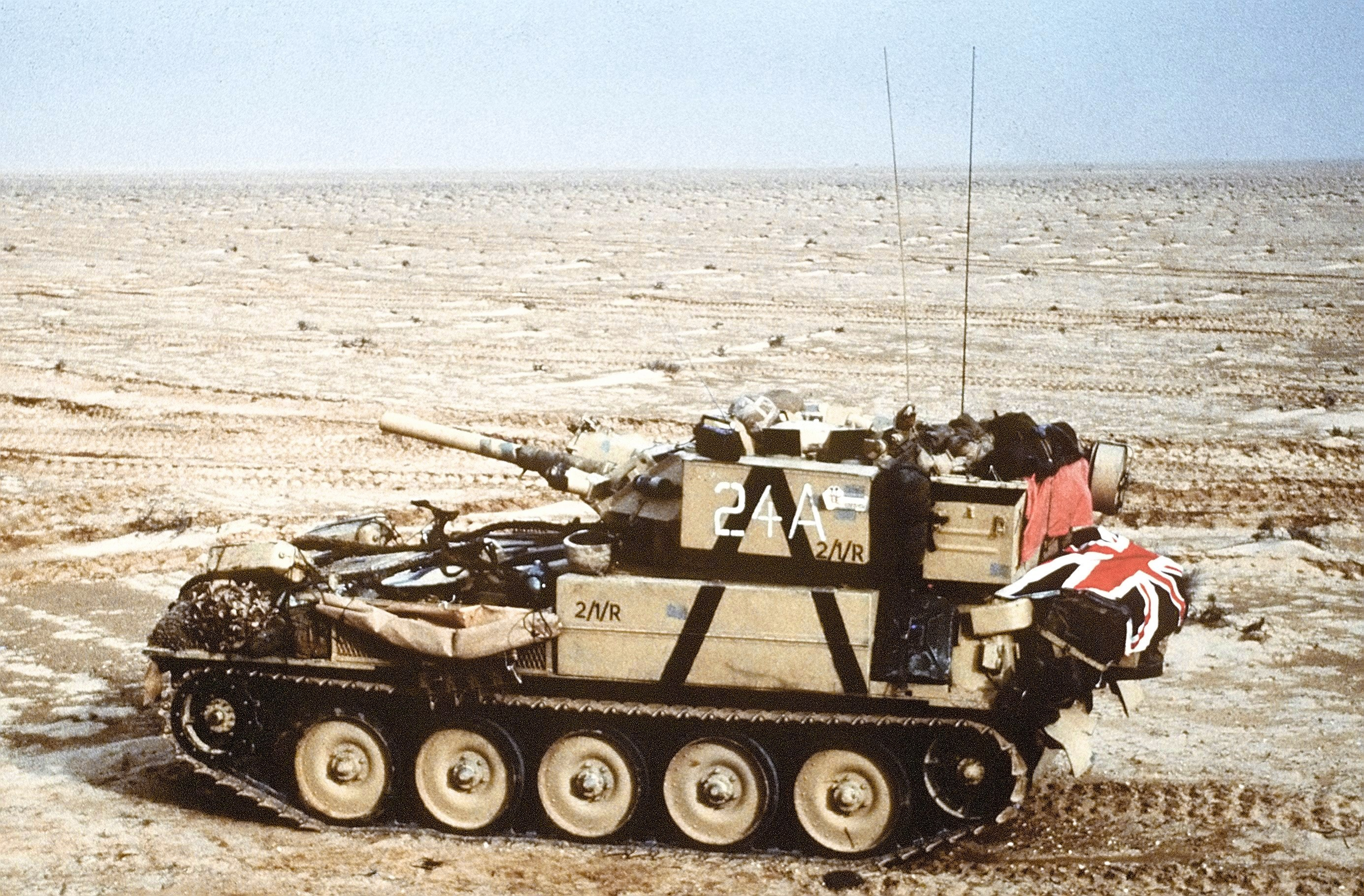
湾岸戦争派遣車両
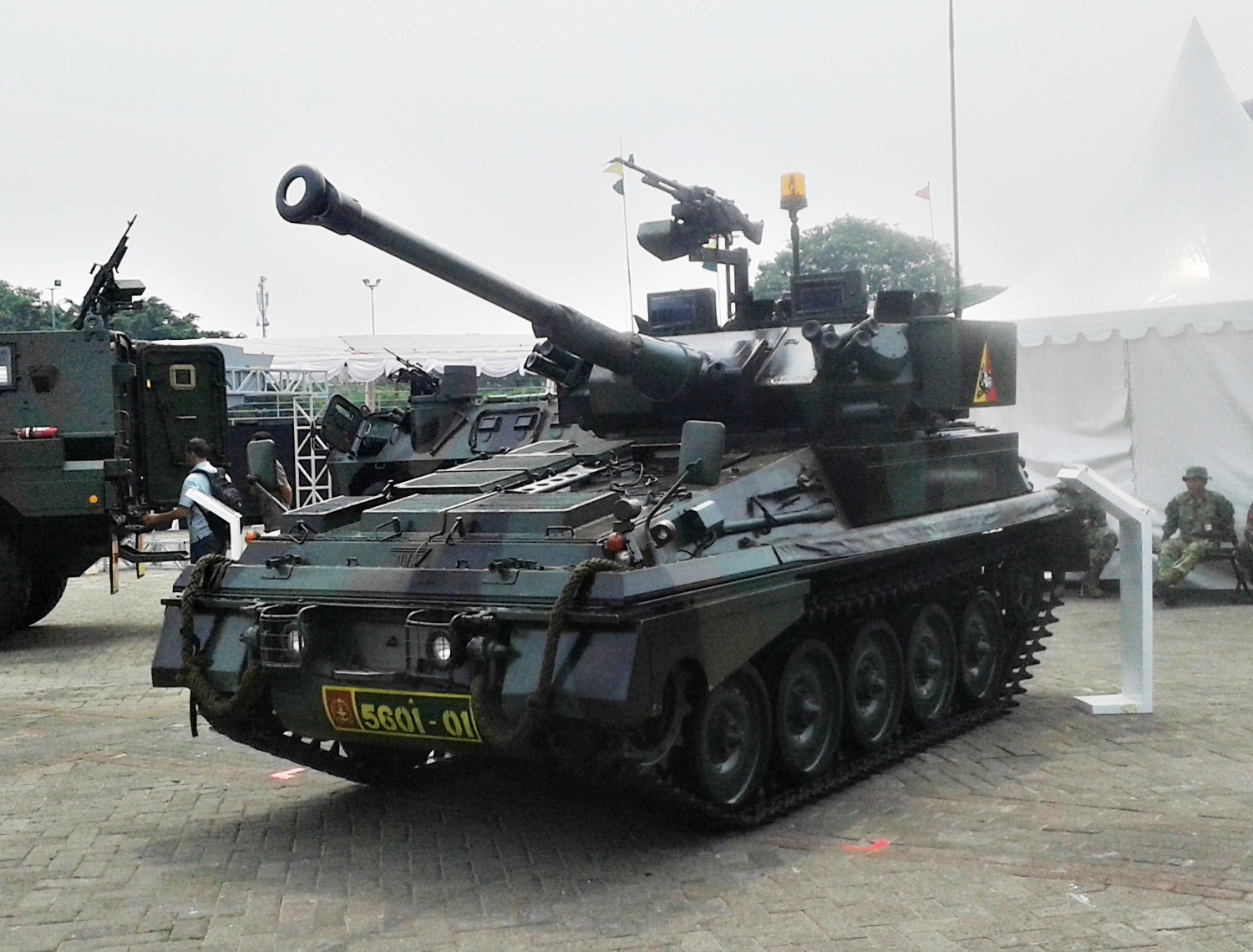
スコーピオン90（インドネシア陸軍）

## 運用国
- ボツワナ
- ブルネイ
- チリ
- イギリス
- ホンジュラス
- インドネシア
- イラン

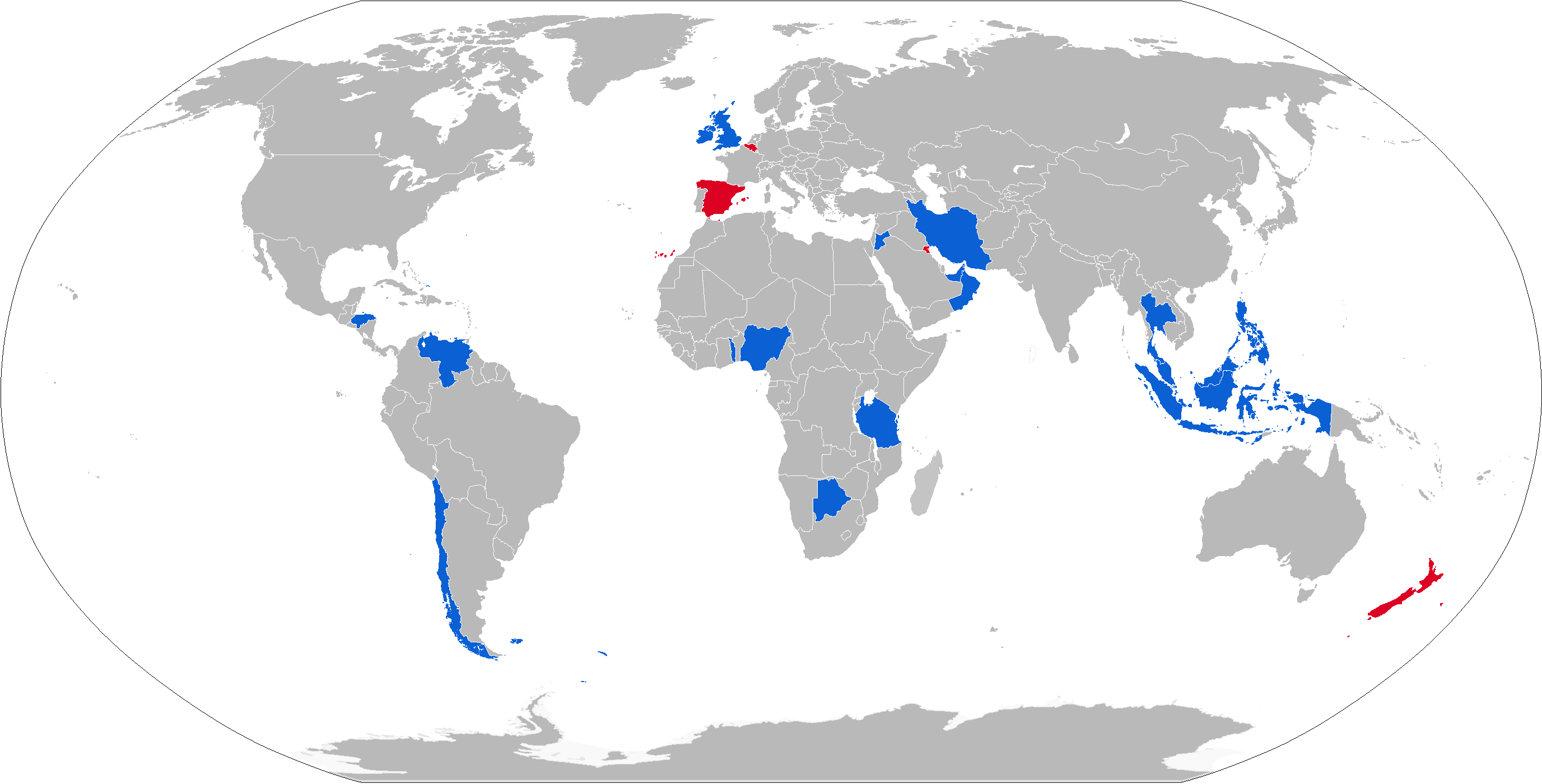
運用国（青色が現役 赤色が退役済）

- アイルランド - アイルランド陸軍が運用[3]。退役済み[4]。
- ヨルダン
- マレーシア
- ナイジェリア
- オマーン - 2023年時点で、オマーン陸軍が37両のスコーピオンを保有[5]。
- フィリピン
- タイ
- タンザニア - 2024年時点で、タンザニア陸軍が30両のスコーピオンを保有[6]。
- トーゴ
- ベネズエラ